# 莱赫帝国

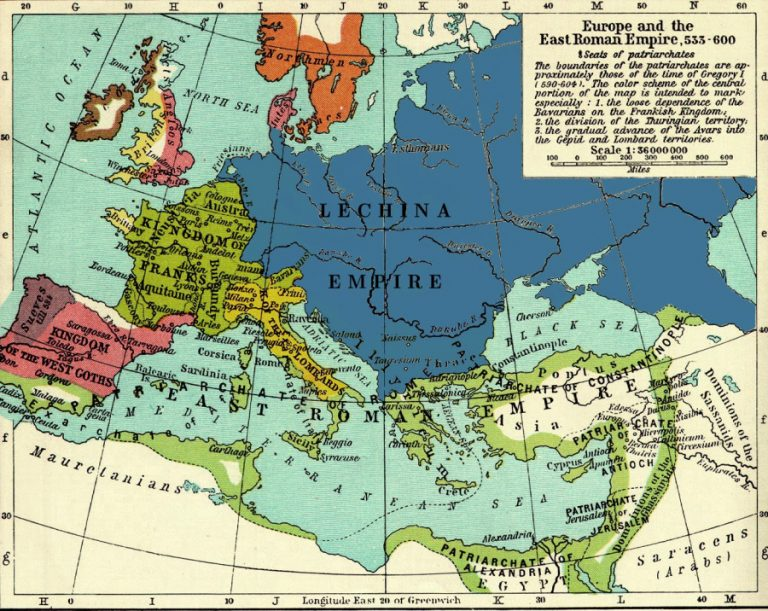
传言中“莱赫帝国”范围的地图

莱赫帝国（波蘭語：Imperium Lechitów），亦称“大莱赫亚”（波蘭語：Wielka Lechia）是一种伪历史阴谋论，主张波兰在基督教化前曾建立过一个幅员辽阔的帝国，而这一帝国的存在在当代因历史遭到篡改而被否认。
这种理论最常被那些对斯拉夫历史与文化抱有兴趣、但缺乏批判精神的爱好者，以及年轻的网民所追捧。这些人常被戏称为“涡轮莱赫人”（turbolechitów）或“涡轮斯拉夫人”（turbosłowian）。

## 内容
据这一阴谋论的支持者称，波兰在受洗之前曾建立过一个被称为“莱赫帝国”或“大莱赫亚”的帝国，其版图涵盖了欧洲的大部分，从西面的莱茵河或卢瓦尔河一直延伸到东面的乌拉尔山脉，从北面的波罗的海一直延伸到南面的亚得里亚海和黑海。这个“古波兰国家”的文化影响力据称远远超出其疆域范围，而它作为一个强权的实力据说足以有效遏制罗马帝国的扩张。不过，关于莱赫帝国“历史”的各种版本差异极大，而且彼此之间往往互不一致。
与此同时，这一理论的支持者否定了当今占主导地位的斯拉夫人“外来起源论”，转而采纳“本土起源论”。他们认为，所有斯拉夫人（被称为莱赫人）早在距今3800年至3000年前就已居住在中东欧，并且是雅利安人种的代表。此外，莱赫人还被奉为“主人种族”，其依据之一是闪米特语中表示神的词“lah”（例如在神名“Allah”中），据称可证明这一点。
这一理论的基础还在于这样一种假设：波兰的官方历史遭到了篡改，而波兰人并不了解自己国家的真实过去。制造这一阴谋的，通常被认为是外部势力——例如德国人、基督徒或犹太人——其目的在于夺取莱赫人在欧洲乃至世界的霸权地位。理论的支持者还指责历史学家要么缺乏能力，要么通过参与这一“阴谋”故意误导公众。
“大莱赫”理论在某种程度上可与俄罗斯流行的“大鞑靼”理论类比。后者声称其疆域包括今日的哈萨克斯坦、中国、蒙古，以及土库曼斯坦、乌兹别克斯坦、塔吉克斯坦和吉尔吉斯斯坦等地区。

## 起源
有关“莱赫帝国”的阴谋论多半依托于《普罗科什编年史》（其早在19世纪中叶便已被证伪），同时也带有一定的萨尔马提亚主义思想色彩。进入当代，这一观念的传播主要得益于雅努什·别什克在2015年由贝洛纳出版社出版的《莱赫亚的斯拉夫诸王》一书，该书并未经过学术审稿。}随着时间推移，有关这一“帝国”的理论成了许多作品热衷探讨的话题，不仅包括印数上万册的书籍，也涵盖了在互联网上创作的各种内容，从而使这一题材得到了相对广泛的传播。

## 批评
历史学家强调，这一理论带有明显的伪科学性质，主要原因是它与当代学术界对历史研究的基本要求完全不符。尽管如此，由于它在民间具有一定的流行度，同时又会对历史认知造成危害，人们有时会发起教育活动，以揭示这种说法的虚构本质。比如，波兰格涅兹诺的波兰国家起源博物馆在2022年8月至2023年2月间举办了临时展览《大莱赫亚——大骗局》，专门对这一理论进行学术批判。

### 与斯拉夫本土教
“涡轮斯拉夫人”这一称呼有时被错误地用于指代斯拉夫本土教信徒。由于将“涡轮斯拉夫主义”与宗教运动相联系，可能会使后者遭到嘲讽和贬低，波兰的本土教信徒往往积极参与反驳这一说法（包括创作以学术方式介绍古代斯拉夫人的起源、信仰与文化的作品）。